# 埃伊尔·丹尼尔森
埃伊尔·丹尼尔森（挪威語：Egil Danielsen，1933年11月9日—2019年7月29日），挪威男子田径运动员，主攻标枪。他曾代表挪威参加1956年和1960年夏季奥林匹克运动会田径比赛，获得一枚金牌。